# Ugo Pellis
Ugo Pellis (San Valentino di Fiumicello, 9 ottobre 1882 – Gorizia, 17 luglio 1943) è stato un letterato e fotografo italiano.

## Biografia
Nel 1902 iniziò ad insegnare al liceo di Capodistria e dal 1912 al 1925 continuò l'attività di professore di lettere presso il liceo di Trieste.
Fu tra i fondatori della Società filologica friulana "G.I. Ascoli", di cui divenne presidente.
Nel 1925 iniziò la collaborazione con Matteo Giulio Bartoli per la redazione dell'Atlante Linguistico Italiano: l'impegno che lo vedeva coinvolto in questo progetto era notevole e prevedeva una serie di inchieste da effettuare nel territorio regionale accompagnate ciascuna anche da una grande quantità di materiale fotografico che formò grazie alla collaborazione con l'Istituto fotografico triestino.
L'archivio fotografico che Pellis ha creato è un importante documento fotografico della storia del Friuli dopo la prima guerra mondiale.